# Gornje Leviće
Gornje Leviće (en serbio cirílico : Горње Левиће) es un pueblo de Serbia, situado en el municipio de Brus, en el distrito de Rasina. En el censo de 2011 contaba con 91 habitantes.

## Demografía
| 1948 | 1953 | 1961 | 1971 | 1981 | 1991 | 2002 | 2011 |
| ---- | ---- | ---- | ---- | ---- | ---- | ---- | ---- |
| 465  | 525  | 539  | 447  | 320  | 209  | 138  | 91   |